# Hymn Bhutanu
Druk tsendhen (འབྲུག་ཙན་དན་, „Królestwo smoka grzmotu”) – hymn państwowy Bhutanu. Został on przyjęty w 1953 roku. Słowa napisał Gyaldun Thinley Dorji, a muzykę skomponował Aku Tongmi.
Melodia hymnu bazuje na ludowej melodii Thri nyampa med pa pemai thri.

## Oficjalne słowa w języku dzongkha
འབྲུག་ཙན་དན་བཀོད་པའི་རྒྱལ་ཁབ་ནང་
དཔལ་ལུགས་གཉིས་བསྟན་སྲིད་སྐྱོང་བའི་མགོན་
འབྲུག་རྒྱལ་པོ་མངའ་བདག་རིན་པོ་ཆེ་
སྐུ་འགྱུར་མེད་བརྟན་ཅིང་ཆབ་སྲིད་འཕེལ་
ཆོས་སངས་རྒྱས་བསྟན་པ་དར་ཞིང་རྒྱས་
འབངས་བདེ་སྐྱིད་ཉི་མ་ཤར་བར་ཤོག་

## Transkrypcja oficjalnych słów
Druk tsendhen koipi gyelkhap na
Loog ye ki tenpa chongwai gyon
Pel mewang ngadhak rinpo chhe
Ku jurmey tenching chhap tsid pel
Chho sangye ten pa goong dho gyel
Bang che kyed nyima shar warr sho.

## Tłumaczenie
W Królestwie Smoka Grzmotu, zdobnym cyprysami,
Obrońcą duchowych i świeckich tradycji
Jest Smoczy Król, Drogocenny Klejnot.
Niech Jego panowanie będzie trwałe, a Królestwo cieszy się dobrobytem,
Niech nauki Oświeconego rozkwitają,
Niech słońce pokoju i szczęścia świeci nad wszystkimi.